# 中國地質裝備總公司
中國地質裝備總公司，曾是地质部与国土资源部轄下部門，中國機械工業集團有限公司屬下機構，是在1956年成立，主要業務經營國內外貿易、工程儀表、污水處理等業務，現任董事長关键。
2008年，被中國機械工業集團有限公司收購本集團，已被國務院批准。